# Amir Akrout
Amir Akrout (arabisch أمير العكروت; * 14. Mai 1983 in Sfax) ist ein tunesischer ehemaliger Fußballspieler.
Der Stürmer kam im Februar 2006 von einem Verein der dritten tunesischen Liga zu Stade Tunisien. In der Saison 2006/07 erzielte er 14 Ligatreffer für seinen Verein im Championnat de Tunisie.
Ende Januar 2008 wurde er für eine Summe von 200.000 Tunesischen Dinar (etwa 110.000 Euro) für ein halbes Jahr vom deutschen Zweitligisten SC Freiburg ausgeliehen. Zudem wurde eine Kaufoption in Höhe von einer Million Dinar (ca. 550.000 Euro) vereinbart, die der SC Freiburg allerdings nicht zog. Stade Tunisien verlieh ihn anschließend für ein Jahr an al-Wahda nach Saudi-Arabien.
Anfang August 2009 wechselte Akrout zu Club Africain Tunis. Dort spielte bis Ende 2011, ehe er zu Stade Tunisien zurückkehrte. Von Mitte 2012 bis Anfang 2013 war er ohne Klub, ehe er bei Stade Gabèsien anheuerte. Dort beendete er Mitte 2014 seine Laufbahn.
Akrout repräsentierte sein Land mehrfach bei Juniorenländerspielen.